# Georgië op de Paralympische Zomerspelen 2020
Georgië was een van de landen die deelnam aan de Paralympische Zomerspelen 2020 in Tokio, Japan.

## Medailleoverzicht
| Sport    | Paralympiër                                           | Onderdeel        | Medaille |
| -------- | ----------------------------------------------------- | ---------------- | -------- |
| Judo     | Revaz Chikoidze                                       | +100 kg (m)      | Zilver   |
| Judo     | Ina Kaldani                                           | -70 kg (v)       | Zilver   |
| Schermen | Irma Khetsuriani Nino Tibilashvili Gvantsa Zadishvili | Floret, team (v) | Zilver   |

## Deelnemers en resultaten
(m) = mannen, (v) = vrouwen, (g) = gemengd 

### Atletiek

#### Veldonderdelen
| Paralympiër      | Onderdeel            | Resultaat | Prestatie |
| ---------------- | -------------------- | --------- | --------- |
| Davit Kavtaradze | Verspringen, T38 (m) | 12e       | 5.76      |

### Bankdrukken
| Paralympiër        | Onderdeel   | Resultaat | Prestatie |
| ------------------ | ----------- | --------- | --------- |
| Akaki Jintcharadze | -107 kg (m) | 4e        | 221.0     |
| Ahmad Razm Azar    | -80 kg (m)  | 5e        | 198.0     |

### Judo
| Paralympiër        | Onderdeel   | Resultaat | Prestatie |
| ------------------ | ----------- | --------- | --- |
| Revaz Chikoidze    | +100 kg (m) | Zilver    | Kwartfinale: W van JPN Kento Masaki Halve finale: W van UZB Shirin Sharipov Finale: V van IRI Mohammadreza Kheirollahzadeh                                       |
| Giorgi Gamjashvili | -66 kg (m)  | 5e        | Kwartfinale: W van RPC Viktor Rudenko Halve finale: V van ESP Sergio Ibanez Banon Bronzen finale: V van JPN Yujiro Seto                                          |
| Giorgi Kaldani     | -73 kg (m)  | 5e        | 1/8e finale: W van POR Djibrilo Iafa Kwartfinale: W van UKR Rufat Mahomedov Halve finale: V van KAZ Temirzhan Daulet Bronzen finale: V van LTU Osvaldas Bareikis |
| Zurab Zurabiani    | - 60 kg (m) | 9e        | 1/8e finale: V van MGL Yadamdorj Sukhbaatar |
|                    |             |           | |
| Ina Kaldani        | -70 kg (v)  | Zilver    | Kwartfinale: W van MEX Lenia Fabiola Ruvalcaba Alvarez Halve finale: W van JPN Kazusa Ogawa Finale: V van BRA Alana Martins                                      |

### Schermen
| Paralympiër                                           | Onderdeel                           | Resultaat | Prestatie |
| ----------------------------------------------------- | ----------------------------------- | --------- | --- |
| Irma Khetsuriani                                      | Floret individueel, categorie B (v) | 5e        | Groep A W van JPN Chisato Abe met 5-0 V van RPC Liudmila Vasileva met 3-5 V van CHN Xiao Rong met 2-5 W van HKG Chung Yuen Ping met 5-0 V van BRA Monica Santos met 3-5 V van ITA Beatrice Vio met 0-5 1/8e finale: W van BRA Monica Santos met 15-7 Kwartfinale: V van ITA Beatrice Vio met 6-15                                     |
| Irma Khetsuriani                                      | Sabel individueel, categorie B (v)  | 4e        | Groep A W van ITA Rossana Pasquino met 5-4 W van GER Sylvi Tauber met 5-2 W van USA Terry Hayes met 5-1 V van CHN Xiao Rong met 4-5 V van THA Saysunee Jana met 4-5 Kwartfinale: W van ITA Rossana Pasquino met 15-14 Halve finale: V van CHN Tan Shumei met 8-15 Bronzen finale: V van CHN Xiao Rong met 6-15                        |
| Nino Tibilashvili                                     | Floret individueel, categorie A (v) | 9e        | Groep A V van HUN Eva Andrea Hajmasi met 1-5 V van RPC Alena Evdokimova met 4-5 V van CHN Gu Haiyan met 0-5 W van HKG Ng Justine Charissa met 5-4 1/8e finale: V van CHN Rong Jing met 8-15 |
| Nino Tibilashvili                                     | Sabel individueel, categorie A (v)  | Zilver    | Groep A V van CHN Gu Haiyan met 4-5 V van POL Kinga Drozdz met 1-5 W van CAN Ruth Sylvie Morel met 5-2 W van RPC Evgeniya Sycheva met 5-0 1/8e finale: W van ITA Loredana Trigilia met 15-9 Kwartfinale: W van UKR Nataliia Morkvych met 15-13 Halve finale: W van UKR Yevheniia Breus met 15-12 Finale: V van CHN Bian Jing met 7-15 |
| Gvantsa Zadishvili                                    | Floret individueel, categorie A (v) | 13e       | Groep B V van ITA Andreea Mogos met 2-5 V van HUN Zsuzsanna Krajnyak met 3-5 V van HKG Yu Chui Yee met 2-5 W van JPN Mieko Matsumoto met 5-1 V van UKR Nataliia Mandryk met 4-5 |
| Irma Khetsuriani Nino Tibilashvili Gvantsa Zadishvili | Floret, team (v)                    | 7e        | Groep B V van CHN met 21-45 V van RPC met 36-45 V van HUN met 30-45 |

### Schietsport
| Paralympiër             | Onderdeel                         | Resultaat         | Resultaat | Prestatie           | Prestatie           |
| Paralympiër             | Onderdeel                         | Score             | Rang      | Score               | Rang                |
| ----------------------- | --------------------------------- | ----------------- | --------- | ------------------- | ------------------- |
| Vladimer Tchintcharauli | 10 m luchtgeweer, staand SH2 (g)  | 625.6             | 18e       | Niet gekwalificeerd | Niet gekwalificeerd |
| Vladimer Tchintcharauli | 10 m luchtgeweer, liggend SH2 (g) | Gediskwalificeerd | DSQ       | Niet gekwalificeerd | Niet gekwalificeerd |
| Vladimer Tchintcharauli | 50 m geweer, liggend SH2 (g)      | 616.7             | 20e       | Niet gekwalificeerd | Niet gekwalificeerd |

### Zwemmen
| Atleet      | Onderdeel                  | Series    | Series | Finale              | Finale              |
| Atleet      | Onderdeel                  | Resultaat | Rang   | Resultaat           | Rang                |
| ----------- | -------------------------- | --------- | ------ | ------------------- | ------------------- |
| Nika Tvauri | 100 m schoolslag, SB11 (m) | 1:38.73   | 12e    | Niet gekwalificeerd | Niet gekwalificeerd |

Afghanistan · 
Algerije · 
Amerikaanse Maagdeneilanden · 
Angola · 
Argentinië · 
Armenië · 
Aruba · 
Australië · 
Azerbeidzjan · 
Bahrein · 
Barbados · 
Belarus · 
België · 
Benin · 
Bermuda · 
Bosnië en Herzegovina · 
Botswana · 
Brazilië · 
Bulgarije · 
Burkina Faso · 
Burundi · 
Cambodja · 
Canada · 
Centraal-Afrikaanse Republiek · 
Chili · 
China · 
Chinees Taipei · 
Colombia · 
Congo-Brazzaville · 
Congo-Kinshasa · 
Costa Rica · 
Cuba · 
Cyprus · 
Denemarken · 
Dominicaanse Republiek · 
Duitsland · 
Ecuador · 
Egypte · 
El Salvador · 
Estland · 
Ethiopië · 
Faeröer · 
Fiji · 
Filipijnen · 
Finland · 
Frankrijk · 
Gabon · 
Gambia · 
Georgië · 
Ghana · 
Griekenland · 
Groot-Brittannië · 
Guatemala · 
Guinee · 
Guinee‑Bissau · 
Haïti · 
Honduras · 
Hongarije · 
Hongkong · 
Ierland · 
IJsland · 
India · 
Indonesië · 
Irak · 
Iran · 
Israël · 
Italië · 
Ivoorkust · 
Jamaica · 
Japan · 
Jordanië · 
Kaapverdië · 
Kameroen · 
Kazachstan · 
Kenia · 
Kirgizië · 
Koeweit · 
Kroatië · 
Laos · 
Lesotho · 
Letland · 
Libanon · 
Liberia · 
Libië · 
Litouwen · 
Luxemburg · 
Madagaskar · 
Maleisië · 
Mali · 
Malta · 
Marokko · 
Mauritius · 
Mexico · 
Moldavië · 
Mongolië · 
Montenegro · 
Mozambique · 
Namibië · 
Nederland · 
Nepal · 
Nicaragua · 
Nieuw-Zeeland · 
Niger · 
Nigeria · 
Noord-Macedonië · 
Noorwegen · 
Oeganda · 
Oekraïne · 
Oezbekistan · 
Oman · 
Oostenrijk · 
Pakistan · 
Palestina · 
Panama · 
Papoea-Nieuw-Guinea · 
Peru · 
Polen · 
Portugal · 
Puerto Rico · 
Qatar · 
Roemenië · 
Russisch Paralympisch Comité ·
Rwanda · 
Saint Vincent en Grenadines · 
Samoa · 
Saoedi-Arabië · 
Sao Tomé en Principe · 
Senegal · 
Servië · 
Seychellen · 
Sierra Leone · 
Singapore · 
Slovenië · 
Slowakije · 
Somalië · 
Spanje · 
Sri Lanka · 
Syrië · 
Tadzjikistan · 
Tanzania · 
Thailand · 
Togo · 
Tonga · 
Trinidad en Tobago · 
Tsjechië · 
Tunesië · 
Turkije · 
Turkmenistan · 
Uruguay · 
Venezuela · 
Verenigde Arabische Emiraten · 
Verenigde Staten · 
Vietnam · 
Zimbabwe · 
Zuid-Afrika · 
Zuid-Korea · 
Zweden · 
Zwitserland
Paralympisch Vluchtelingen Team